# Nekrolog Oktober 2011
Nekrolog
◄◄
| ◄
| 2007
| 2008
| 2009
| 2010
| 2011 | 2012 | 2013 | 2014 | 2015 | ► | ►►
Januar |
Februar |
März |
April |
Mai |
Juni |
Juli |
August |
September |
Oktober |
November |
Dezember 2011
Weitere Ereignisse | Allgemeiner Nekrolog 2011
Die Beschreibung der verstorbenen Person sollte so kurz wie möglich gehalten sein und nur deren signifikante Tätigkeit(en) enthalten.
Neue Namen ggf. auch unter dem Geburts- und Sterbedatum, also etwa unter 1. Januar und im Geburts- und Sterbejahr (2024) eintragen (nur bei entsprechender großer Wichtigkeit). Für Beispiele siehe die schon vorhandenen Artikel.
Außerdem über die fünf zuletzt Verstorbenen, zu denen es einen ausreichend guten Artikel für eine Präsentation auf der Hauptseite gibt, nach der todesbedingten Überarbeitung der Artikel ggf. auch unter Wikipedia Diskussion:Hauptseite informieren und sie am besten auch in den anderen Wikipedia-Sprachversionen eintragen. Tipp: Regelmäßig bei news.google.de nach „ist tot“, „gestorben“ oder „verstorben“ suchen.
Wenn eine Person gestorben ist, gibt es viele Seiten zu dieser Person in der Wikipedia, die davon auch betroffen sind und entsprechend aktualisiert werden müssen. Beispiele: Namenübersichtsseite, Geburtsjahr, Geburtsort-Seiten und viele mehr.
Wie finde ich die betroffenen Seiten?
Im Suchfeld auf der linken Seite gibt man den Suchbegriff so ein: „Vorname Nachname“. Dann klickt man auf Volltext und alle Seiten mit entsprechendem Suchtext werden aufgerufen. Hier sieht man dann schnell, wo auch das Todesjahr Sinn macht oder sogar ein Teil des Artikels angepasst werden muss. Auch hilft das „Werkzeug“ auf der linken Seite sehr gut, um solche Seiten aufzufinden: „Links auf diese Seite“. Somit ist die Wikipedia wieder aktuell in allen Bereichen! Hinweis: bei Eintragung der Kategorie „Gestorben JAHR“ wird der Missbrauchsfilter 49 ausgelöst, was jedoch nicht schlimm ist. Siehe: Spezial:Missbrauchsfilter/49
Dies ist eine Liste von im Oktober 2011 verstorbenen bekannten Persönlichkeiten. Die Einträge erfolgen innerhalb der einzelnen Daten alphabetisch sortiert. Tiere sind im Nekrolog für Tiere zu finden.

## Oktober
| Tag                  | Name                                 | Beruf, bekannt als                                                                                             | Alter | Beleg                                                                        |
| -------------------- | ------------------------------------ | --- | ----- | ---------------------------------------------------------------------------- |
| 1. Oktober           | François Abou Salem                  | französisch-palästinensischer Komödiant, Autor und Regisseur                                                   | 59    |                                                                              |
| 1. Oktober           | Butch Ballard                        | US-amerikanischer Schlagzeuger                                                                                 | 92    | articles.philly.com                                                          |
| 1. Oktober           | David Bedford                        | britischer Komponist                                                                                           | 74    | guardian.co.uk                                                               |
| 1. Oktober           | Rodolfo Castillo Morales             | argentinischer Rehabilitationsarzt und Therapeut                                                               | 70    |                                                                              |
| 1. Oktober           | Thomas Freudensprung                 | österreichischer Schauspieler                                                                                  | 46    | burgenland.orf.at                                                            |
| 1. Oktober           | Ruby Langford Ginibi                 | australische Schriftstellerin                                                                                  | 77    | austlit.edu.au                                                               |
| 1. Oktober           | Mario Jacoby                         | deutscher Psychoanalytiker, Psychotherapeut, Autor und Dozent                                                  | 86    |                                                                              |
| 1. Oktober           | Paulos Mantovanis                    | zypriotischer Bischof                                                                                          | 65    | amen.gr                                                                      |
| 1. Oktober           | Gerhard Matern                       | deutscher katholischer Geistlicher, Hochschullehrer und Sachbuchautor                                          | 98    |                                                                              |
| 1. Oktober           | Conway Lloyd Morgan                  | walisischer Autor und Kulturjournalist                                                                         | 62    |                                                                              |
| 1. Oktober           | Paulhans Peters                      | deutscher Architekt, Architekturkritiker und Publizist                                                         | 88    | sueddeutsche.de                                                              |
| 1. Oktober           | Nereyda Rodríguez                    | dominikanische Folkloristin, Tänzerin und Choreografin                                                         | 79    |                                                                              |
| 1. Oktober           | Sven Tumba                           | schwedischer Eishockey-, Fußball- und Golfspieler                                                              | 80    | spiegel.de                                                                   |
| 2. Oktober           | Pedro Díaz                           | mexikanischer Architekt                                                                                        | 88    |                                                                              |
| 2. Oktober           | Andrija Fuderer                      | jugoslawischer Schachspieler                                                                                   | 80    | theweekinchess.com                                                           |
| 2. Oktober           | Karl-August Hempel                   | deutscher Physiker                                                                                             | 81    | aachen-gedenkt.de                                                            |
| 2. Oktober           | Peter Kronsbein                      | deutscher Fußballspieler                                                                                       | 68    |                                                                              |
| 2. Oktober           | Manuel Roberto Meléndez Bischitz     | salvadorianischer Architekt                                                                                    | 77    |                                                                              |
| 2. Oktober           | Peter Przygodda                      | deutscher Filmeditor und Filmregisseur                                                                         | 69    | trauer.sueddeutsche.de                                                       |
| 2. Oktober           | Walter Schneider                     | Schweizer Chemiker                                                                                             | 83    |                                                                              |
| 2. Oktober           | Moshe Wertman                        | israelischer Politiker                                                                                         | 87    | knesset.gov.il                                                               |
| 3. Oktober           | Anésio Argenton                      | brasilianischer Radrennfahrer                                                                                  | 80    |                                                                              |
| 3. Oktober           | Firuz Aşkın                          | türkischer Maler, Zeichner und Karikaturist                                                                    | 87    |                                                                              |
| 3. Oktober           | Eva Avi-Yonah                        | israelische Lyrikerin, Malerin und Zeichenlehrerin                                                             | 90    |                                                                              |
| 3. Oktober           | Werner Dinkelbach                    | deutscher Ökonom                                                                                               | 77    |                                                                              |
| 3. Oktober           | George Harrison                      | US-amerikanischer Schwimmer                                                                                    | 72    | legacy.com                                                                   |
| 3. Oktober           | Bodo Wolfhard Hertsch                | deutscher Tierarzt und Hochschullehrer                                                                         | 68    | [ 1 ]                                                                        |
| 3. Oktober           | Tamara Jarenko                       | sowjetische bzw. russische Schauspielerin                                                                      | 88    |                                                                              |
| 3. Oktober           | Max Kment                            | österreichischer Designer                                                                                      | 91    |                                                                              |
| 3. Oktober           | Aden Meinel                          | US-amerikanischer Astronom                                                                                     | 88    | azstarnet.com                                                                |
| 3. Oktober           | Marianne Mulon                       | französische Romanistin und Namensforscherin                                                                   | 84    |                                                                              |
| 3. Oktober           | Siegfried Pilz                       | deutscher Kunstradfahrer                                                                                       | 86    | hna.trauer.de                                                                |
| 3. Oktober           | Asllan Selmani                       | mazedonischer Wissenschaftler, Politiker                                                                       | 66    |                                                                              |
| 3. Oktober           | Gonzalo de Toro                      | uruguayischer Politiker und Basketballspieler                                                                  | 61    | historico.elpais.com.uy                                                      |
| 3. Oktober           | Fernand Van Rymenant                 | belgischerRadrennfahrer                                                                                        | 67    |                                                                              |
| 4. Oktober           | Bhagwat Jha Azad                     | indischer Politiker                                                                                            | 88    |                                                                              |
| 4. Oktober           | Doris Belack                         | US-amerikanische Film- und Theaterschauspielerin                                                               | 85    |                                                                              |
| 4. Oktober           | Joachim Bumke                        | deutscher Germanist                                                                                            | 82    | wdr3.de                                                                      |
| 4. Oktober           | Reinhold Coenen                      | deutscher Politiker                                                                                            | 69    | ov-online.de                                                                 |
| 4. Oktober           | Ruth Currier                         | amerikanische Tänzerin, Choreographin und Tanz-Pädagogin                                                       | 85    |                                                                              |
| 4. Oktober           | Vittorio Curtoni                     | italienischer Science-Fiction-Autor und Übersetzer                                                             | 62    |                                                                              |
| 4. Oktober           | Daisy DeBolt                         | kanadische Musikerin und Singer-Songwriterin                                                                   | 66    | cbc.ca                                                                       |
| 4. Oktober           | Wolfgang Gurke                       | deutscher Politiker                                                                                            | 74    | fnp.de                                                                       |
| 4. Oktober           | Dieter M. Kolb                       | deutscher Physiker, Elektrochemiker und Hochschullehrer                                                        | 68    |                                                                              |
| 4. Oktober           | Angelika Marsch                      | deutsche Regionalhistorikerin und Autorin                                                                      | 79    |                                                                              |
| 4. Oktober           | Chanan Porat                         | israelischer Rabbiner und Politiker                                                                            | 67    |                                                                              |
| 4. Oktober           | Eckhard Rau                          | deutscher evangelischer Neutestamentler                                                                        | 73    |                                                                              |
| 4. Oktober           | Shmuel Shilo                         | israelischer Filmemacher und Schauspieler                                                                      | 81    | mouse.co.il                                                                  |
| 4. Oktober           | Muzaffer Tema                        | türkischer Schauspieler                                                                                        | 92    | turkiyegazetesi.com.tr                                                       |
| 4. Oktober           | Géza Tóth                            | ungarischer Gewichtheber                                                                                       | 79    | vasnepe.hu                                                                   |
| 4. Oktober           | Jay Whitehead                        | US-amerikanischer Schachspieler                                                                                | 49    | kwabc.org                                                                    |
| 5. Oktober           | Derrick Bell                         | US-amerikanischer Rechtswissenschaftler                                                                        | 80    | washingtonpost.com                                                           |
| 5. Oktober           | Franz Hange                          | deutscher Journalist und Ministerialbeamter                                                                    | 90    | [ 2 ]                                                                        |
| 5. Oktober           | Jiří Hermach                         | tschechischer Philosoph                                                                                        | 99    |                                                                              |
| 5. Oktober           | Roman Hofer                          | Schweizer Geistlicher und Kirchenmusiker                                                                       | 69    | kath.ch                                                                      |
| 5. Oktober           | Peter Jaks                           | Schweizer Eishockeyspieler                                                                                     | 45    | tagesanzeiger.ch iihf.com                                                    |
| 5. Oktober           | Bert Jansch                          | britischer Folk-Musiker                                                                                        | 67    | holymoly.com                                                                 |
| 5. Oktober           | Steve Jobs                           | US-amerikanischer Unternehmer                                                                                  | 56    | spiegel.de                                                                   |
| 5. Oktober           | Pietro Lombardi                      | italienischer Ringer                                                                                           | 89    | corrieredelmezzogiorno.corriere.it                                           |
| 5. Oktober           | Charles Napier                       | US-amerikanischer Schauspieler                                                                                 | 75    | turnto23.com                                                                 |
| 5. Oktober           | Fred Shuttlesworth                   | US-amerikanischer Bürgerrechtler                                                                               | 89    | cnn.com                                                                      |
| 5. Oktober           | Gökşin Sipahioğlu                    | türkischer Fotograf                                                                                            | 84    | vaybee.de                                                                    |
| 5. Oktober           | Sarkis Soghanalian                   | libanesischer Waffenhändler                                                                                    | 82    | telegraph.co.uk                                                              |
| 5. Oktober           | William D. Turnbull                  | US-amerikanischer Wirbeltierpaläontologe                                                                       | 89    |                                                                              |
| 5. Oktober           | Albert Wullenweber                   | deutscher Fußballspieler                                                                                       | 79    |                                                                              |
| 6. Oktober           | Edward Acquah                        | ghanaischer Fußballspieler                                                                                     | 76    | ghanafa.org                                                                  |
| 6. Oktober           | Bess Bonnier                         | US-amerikanische Jazzpianistin                                                                                 | 83    | detnews.com                                                                  |
| 6. Oktober           | Diane Cilento                        | australische Schauspielerin                                                                                    | 79    | news.com.au                                                                  |
| 6. Oktober           | Paul Dickson                         | britischer Regisseur und Drehbuchautor                                                                         | 91    |                                                                              |
| 6. Oktober           | Wolfgang Gayler                      | deutscher Dirigent und Pianist                                                                                 | 76    |                                                                              |
| 6. Oktober           | Alexander Gosztonyi                  | ungarisch-schweizerischer Lebensberater, Rückführungstherapeut und Autor                                       | 85    |                                                                              |
| 6. Oktober           | Gadschi Gamsatow                     | russischer Literaturwissenschaftler                                                                            | 85    | riadagestan.ru                                                               |
| 6. Oktober           | Alexander Gosztonyi                  | ungarisch-schweizerischer Lebensberater, Rückführungstherapeut und Autor                                       | 85    |                                                                              |
| 6. Oktober           | Karl-Heinz Hellwig                   | deutscher Fußballspieler                                                                                       | 83    |                                                                              |
| 6. Oktober           | Daniel Lind Lagerlöf                 | schwedischer Regisseur und Filmemacher                                                                         | 42    |                                                                              |
| 6. Oktober           | Ruth Leibnitz                        | deutsche Bildhauerin                                                                                           | 83    | freiepresse.de                                                               |
| 6. Oktober           | Sepp Rogger                          | Schweizer Eisschnellläufer                                                                                     | 96    |                                                                              |
| 6. Oktober           | Birgit Rosengren                     | schwedische Schauspielerin                                                                                     | 98    | expressen.se                                                                 |
| 6. Oktober           | Heinz D. Stuckmann                   | deutscher Journalist, Autor und IM des MfS                                                                     | 89    |                                                                              |
| 6. Oktober           | Elisabeth Varga                      | niederländische Bildhauerin und Medailleurin                                                                   | 63    |                                                                              |
| 6. Oktober           | Meta de Vries                        | niederländische Rundfunkmoderatorin                                                                            | 70    | nos.nl                                                                       |
| 6. Oktober           | Holger Waldmann                      | deutscher Fußballschiedsrichter                                                                                | 46    | nfv-www.de                                                                   |
| 7. Oktober           | Ramiz Alia                           | albanischer Politiker                                                                                          | 85    | taiwannews.com.tw                                                            |
| 7. Oktober           | Julien Bailleul                      | französischer Fußballspieler                                                                                   | 23    | sport.be.msn.com                                                             |
| 7. Oktober           | George Baker                         | britischer Schauspieler                                                                                        | 80    | bbc.co.uk                                                                    |
| 7. Oktober           | Fernando Charrier                    | italienischer Bischof                                                                                          | 80    | catholic-hierarchy.org                                                       |
| 7. Oktober           | Jürgen Dummer                        | deutscher Altphilologe                                                                                         | 76    |                                                                              |
| 7. Oktober           | Danny Horton                         | britischer Radrennfahrer                                                                                       | 65    |                                                                              |
| 7. Oktober           | Paul Kent                            | US-amerikanischer Schauspieler und Regisseur                                                                   | 80    | broadwayworld.com                                                            |
| 7. Oktober           | Frederick Kingsbury                  | US-amerikanischer Ruderer                                                                                      | 84    |                                                                              |
| 7. Oktober           | August Knemeyer                      | deutscher Politiker                                                                                            | 83    | noz.de                                                                       |
| 7. Oktober           | Jürgen Krämer                        | deutscher Orthopäde und Hochschullehrer                                                                        | 72    | aerzteblatt.de                                                               |
| 7. Oktober           | Josef Larch                          | österreichischer Bergsteiger                                                                                   | 81    |                                                                              |
| 7. Oktober           | Andrew Laszlo                        | US-amerikanisch-ungarischer Kameramann                                                                         | 85    | variety.com                                                                  |
| 7. Oktober           | Manfred Ludes                        | deutscher Architekt                                                                                            | 83    |                                                                              |
| 7. Oktober           | Gianni Musy                          | italienischer Schauspieler                                                                                     | 80    | ansa.it                                                                      |
| 7. Oktober           | Marilyn Nash                         | US-amerikanische Schauspielerin                                                                                | 84    | altfg.com                                                                    |
| 7. Oktober           | Michel Peissel                       | französischer Ethnologe                                                                                        | 74    | lefigaro.fr                                                                  |
| 7. Oktober           | Julio Mario Santo Domingo            | kolumbianischer Unternehmer                                                                                    | 87    | tvlatina.tv                                                                  |
| 7. Oktober           | Morris Schrage                       | polnisch-amerikanischer Unternehmer                                                                            | 80    |                                                                              |
| 7. Oktober           | Anthony E. Siegman                   | US-amerikanischer Physiker                                                                                     | 79    | osa.org                                                                      |
| 7. Oktober           | Maschaal Tammo                       | syrischer Politiker                                                                                            | 53    | abendblatt.de                                                                |
| 8. Oktober           | Wilhelm Brass                        | deutscher Tierarzt und Hochschullehrer                                                                         | 85    | haz-trauer.de                                                                |
| 8. Oktober           | Al Davis                             | US-amerikanischer Sportfunktionär                                                                              | 82    | spiegel.de                                                                   |
| 8. Oktober           | David Alexander Hess                 | US-amerikanischer Schauspieler                                                                                 | 75    | dreadcentral.com                                                             |
| 8. Oktober           | Irma Kukkasjärvi                     | finnische Textildesignerin                                                                                     | 70    |                                                                              |
| 8. Oktober           | Eduard Mack                          | deutscher Schriftsteller                                                                                       | 93    |                                                                              |
| 8. Oktober           | Shirley Prestia                      | US-amerikanische Schauspielerin                                                                                | ?     | obits.nola.com                                                               |
| 8. Oktober           | Nina Sorokina                        | russische Balletttänzerin                                                                                      | 69    | gazeta.ru                                                                    |
| 8. Oktober           | Mikey Welsh                          | US-amerikanischer Musiker                                                                                      | 40    | [ 3 ]                                                                        |
| 8. Oktober           | Roger Williams                       | US-amerikanischer Pianist                                                                                      | 87    | washingtonpost.com                                                           |
| 8. Oktober           | Ingvar Wixell                        | schwedischer Bariton                                                                                           | 80    | welt.de                                                                      |
| 8. Oktober           | Billy Barton                         | US-amerikanischer Country- und Rockabilly-Musiker                                                              | 81    | hillbillycountry.blogspot.de                                                 |
| 9. Oktober           | Robert Boochever                     | US-amerikanischer Jurist                                                                                       | 94    |                                                                              |
| 9. Oktober           | Ralf Briese                          | deutscher Politiker                                                                                            | 40    | nwzonline.de                                                                 |
| 9. Oktober           | Robert Buckman                       | britisch-kanadischer Mediziner                                                                                 | 63    | guardian.co.uk                                                               |
| 9. Oktober           | Antonis Christeas                    | griechischer Basketballspieler                                                                                 | 74    | naftemporiki.gr                                                              |
| 9. Oktober           | Teodor Cosma                         | rumänischer Pianist und Orchesterleiter                                                                        | 101   | sites.radiofrance.fr                                                         |
| 9. Oktober           | Chauncey Hardy                       | US-amerikanischer Basketballspieler                                                                            | 23    | berliner-kurier.de                                                           |
| 9. Oktober           | Pawel Karelin                        | russischer Skispringer                                                                                         | 21    | lenta.ru                                                                     |
| 9. Oktober           | Oscar Mayer                          | Schweizer Politiker (SP)                                                                                       | 95    |                                                                              |
| 9. Oktober           | Piet Noordijk                        | niederländischer Saxophonist                                                                                   | 79    | dutchnews.nl                                                                 |
| 9. Oktober           | Lars Palmén                          | finnischer Badmintonspieler                                                                                    | 81    | hs.fi                                                                        |
| 9. Oktober           | Manuel Prado Pérez-Rosas             | peruanischer Erzbischof                                                                                        | 88    | noticiastrujillo.com                                                         |
| 9. Oktober           | Siegfried Prölß                      | deutscher Tänzer und Fotograf                                                                                  | 77    |                                                                              |
| 9. Oktober           | George Reed                          | US-amerikanischer Jazz-Schlagzeuger                                                                            | 89    | stargazette.com                                                              |
| 9. Oktober           | Richard Wetherald                    | US-amerikanischer Klimawissenschaftler                                                                         |       |                                                                              |
| 9. Oktober           | James Worrall                        | kanadischer Sportler und Sportfunktionär                                                                       | 97    | handelsblatt.com                                                             |
| 9. Oktober           | Henryk Zegadlo                       | deutsch-polnischer Maler und Bildhauer                                                                         | 77    |                                                                              |
| 10. Oktober          | Ray Aghayan                          | US-amerikanischer Kostümdesigner                                                                               | 83    |                                                                              |
| 10. Oktober          | Helmut Braß                          | deutscher Mathematiker und Hochschullehrer                                                                     | 75    |                                                                              |
| 10. Oktober          | Tim Buktu                            | deutscher Musiker, Musikproduzent und Fotograf                                                                 | 53    |                                                                              |
| 10. Oktober          | Paulus Buscher                       | deutscher Künstler und Edelweißpirat                                                                           | 83    |                                                                              |
| 10. Oktober          | Alan Fudge                           | US-amerikanischer Schauspieler                                                                                 | 67    | contactmusic.com                                                             |
| 10. Oktober          | Horst Grabert                        | deutscher Politiker (SPD), MdA                                                                                 | 83    | munzinger.de                                                                 |
| 10. Oktober          | Masahiro Hamazaki                    | japanischer Fußballspieler                                                                                     | 71    |                                                                              |
| 10. Oktober          | Hans Heß                             | deutscher Mediziner                                                                                            | 92    |                                                                              |
| 10. Oktober          | Ulf Löfgren                          | schwedischer Kinderbuchautor und -illustrator                                                                  | 79    | folkbladet.se                                                                |
| 10. Oktober          | Lucy Ann Polk                        | US-amerikanische Sängerin                                                                                      | 84    | tributes.com                                                                 |
| 10. Oktober          | Anneliese Probst                     | deutsche Schriftstellerin                                                                                      | 85    |                                                                              |
| 10. Oktober          | Albert Rosellini                     | US-amerikanischer Politiker                                                                                    | 101   | forbes.com                                                                   |
| 10. Oktober          | Jagjit Singh                         | indischer Musiker                                                                                              | 70    | indienaktuell.de                                                             |
| 10. Oktober          | Otto Tausig                          | österreichischer Schauspieler, Drehbuchautor und Regisseur                                                     | 89    | wien.orf.at                                                                  |
| 10. Oktober          | Klaus-Peter Thiele                   | deutscher Schauspieler                                                                                         | 70    | mdr.de                                                                       |
| 10. Oktober          | Karl Wienand                         | deutscher Politiker                                                                                            | 84    | handelsblatt.com                                                             |
| 11. Oktober          | Jerachmi’el Assa                     | israelischer Politiker                                                                                         | 92    |                                                                              |
| 11. Oktober          | George Buford                        | US-amerikanischer Blues-Musiker                                                                                | 81    |                                                                              |
| 11. Oktober          | Radclyffe Cadman                     | südafrikanischer Politiker                                                                                     | 87    | telegraph.co.uk                                                              |
| 11. Oktober          | Roberta Cowell                       | britische Rennfahrerin                                                                                         | 93    |                                                                              |
| 11. Oktober          | Ion Diaconescu                       | rumänischer Politiker                                                                                          | 94    | punkto.ro                                                                    |
| 11. Oktober          | Freddie Gruber                       | US-amerikanischer Schlagzeuger                                                                                 | 84    | drummerworld.com                                                             |
| 11. Oktober          | Karlheinz Hoffmann                   | deutscher Bildhauer                                                                                            | 86    |                                                                              |
| 11. Oktober          | Franklin Kameny                      | US-amerikanischer Astronom und LGBT-Aktivist                                                                   | 86    | metroweekly.com                                                              |
| 11. Oktober          | Günter Leonhardt                     | deutscher Unternehmer und Museumsgründer                                                                       | 83    | haz-trauer.de                                                                |
| 11. Oktober          | Taku Mafika                          | simbabwischer Musiker                                                                                          | 27    | 3-mob.com                                                                    |
| 11. Oktober          | Hans Moks                            | kanadischer Speerwerfer estnischer Herkunft                                                                    | 87    |                                                                              |
| 11. Oktober          | Tine Schulze-Gerlach                 | deutsche Schriftstellerin                                                                                      | 91    | sz-trauer.de                                                                 |
| 11. Oktober          | Günter Spang                         | deutscher Schriftsteller                                                                                       | 85    |                                                                              |
| 11. Oktober          | José Vasconcelos                     | brasilianischer Schauspieler                                                                                   | 85    | rd1audiencia.com                                                             |
| 12. Oktober          | Raymond Barthelmebs                  | französischer Fußballtorwart                                                                                   | 77    | libramemoria.com                                                             |
| 12. Oktober          | Heinz Bennent                        | deutscher Schauspieler                                                                                         | 90    | nachrichten.t-online.de                                                      |
| 12. Oktober          | Patricia Breslin                     | US-amerikanische Schauspielerin                                                                                | 80    | nytimes.com                                                                  |
| 12. Oktober          | Klaus Döge                           | deutscher Musikwissenschaftler                                                                                 | 60    |                                                                              |
| 12. Oktober          | Bob Galvin                           | US-amerikanischer Unternehmer                                                                                  | 89    |                                                                              |
| 12. Oktober          | Lambert Giebels                      | niederländischer Schriftsteller, Historiker und Politiker                                                      | 76    | nos.nl                                                                       |
| 12. Oktober          | Taz Gregorio                         | US-amerikanischer Musiker                                                                                      | 67    | smoothjazz1059.com                                                           |
| 12. Oktober          | Hans Kettner                         | deutscher Politiker (SPD), MdA, Bezirksbürgermeister von Berlin-Schöneberg                                     | 91    |                                                                              |
| 12. Oktober          | Witali Jakowlewitsch Kusnezow        | sowjetischer Judoka                                                                                            | 70    |                                                                              |
| 12. Oktober          | Paul Leka                            | US-amerikanischer Songwriter und Produzent                                                                     | 68    | nytimes.com                                                                  |
| 12. Oktober          | Pierre Lelong                        | französischer Mathematiker                                                                                     | 99    | smf.emath.fr                                                                 |
| 12. Oktober          | Dennis Ritchie                       | US-amerikanischer Informatiker                                                                                 | 70    | heise.de                                                                     |
| 12. Oktober          | Helmut Schnizer                      | österreichischer Jurist                                                                                        | 82    |                                                                              |
| 12. Oktober          | Peter Hammond                        | britischer Schauspieler und Regisseur                                                                          | 87    | westernsallitaliana.blogspot.com                                             |
| 12. Oktober          | Dick Thornett                        | australischer Sportler                                                                                         | 71    | theleader.com.au                                                             |
| 12. Oktober          | Watanabe Hidemaro                    | japanischer Fußballspieler                                                                                     | 87    | hfc100.com                                                                   |
| 12. Oktober          | Eckhard Werner                       | deutscher Politiker (CDU), MdL                                                                                 | 57    |                                                                              |
| 13. Oktober          | Sheila Allen                         | britische Schauspielerin                                                                                       | 78    | guardian.co.uk                                                               |
| 13. Oktober          | Klaus Bahner                         | deutscher Hockeyspieler (DDR)                                                                                  | 73    |                                                                              |
| 13. Oktober          | Robert Alan Charpie                  | US-amerikanischer Physiker und Manager                                                                         | 86    |                                                                              |
| 13. Oktober          | Josef Feneberg                       | deutscher Politiker                                                                                            | 88    | rsa-radio.de                                                                 |
| 13. Oktober          | Hasan Güngör                         | türkischer Ringer                                                                                              | 77    | sports-reference.com                                                         |
| 13. Oktober          | Marty Harris                         | US-amerikanischer Pianist                                                                                      | 77    | latimes.com                                                                  |
| 13. Oktober          | Ludwig Hellriegel                    | deutscher Geistlicher und Kirchenhistoriker                                                                    | 79    | trauer.merkur.de                                                             |
| 13. Oktober          | Barbara Kent                         | kanadische Schauspielerin                                                                                      | 103   | nytimes.com                                                                  |
| 13. Oktober          | Thea Labes                           | deutsche Kirchenmusikerin                                                                                      | 74    | maerkischeallgemeine.de                                                      |
| 13. Oktober          | Tufele Liamatua                      | US-amerikanischer Politiker (Republikanische Partei), Geschäftsmann und Paramount Chief aus Amerikanisch-Samoa | 71    |                                                                              |
| 13. Oktober          | Franz Peyerl                         | österreichischer Gewerkschafter und Politiker (SPÖ), Landtagsabgeordneter                                      | 91    |                                                                              |
| 13. Oktober          | Karl Heinz Potthast                  | deutscher Pädagoge                                                                                             | 87    | schulen.evangelischer-bildungsserver.de                                      |
| 13. Oktober          | Abdoulaye Seye                       | senegalesischer Leichtathlet                                                                                   | 77    | souslemanguier.com                                                           |
| 13. Oktober          | Oprea Vlase                          | rumänischer Handballtrainer                                                                                    | 83    | adevarul.ro                                                                  |
| 14. Oktober          | John Edward Cordingley               | britischer Offizier der British Army, Generalmajor                                                             | 95    |                                                                              |
| 14. Oktober          | Ole Crumlin-Pedersen                 | dänischer Unterwasserarchäologe                                                                                | 76    | vikingeskibsmuseet.dk                                                        |
| 14. Oktober          | Heinz Eicher                         | deutscher Verwaltungsjurist                                                                                    | 87    |                                                                              |
| 14. Oktober          | Michael Fitzpatrick                  | irischer Politiker                                                                                             | 69    | leinsterleader.ie                                                            |
| 14. Oktober          | Pierangelo Garegnani                 | italienischer Ökonom                                                                                           | 81    | controlacrisi.org                                                            |
| 14. Oktober          | Hans Günter Hafke                    | deutscher Politiker                                                                                            | 61    | landtag.nrw.de                                                               |
| 14. Oktober          | Harvey Hook                          | Bobfahrer von den Amerikanischen Jungferninseln                                                                | 76    |                                                                              |
| 14. Oktober          | Arnaud Jacomet                       | französischer Diplomat                                                                                         | 64    |                                                                              |
| 14. Oktober          | Kurt Marks                           | deutscher Kameramann und Trickspezialist                                                                       | 78    |                                                                              |
| 14. Oktober          | Hans-Heinrich Möbius                 | deutscher Chemiker                                                                                             | 82    | mnf.uni-greifswald.de (PDF; 612 kB)                                          |
| 14. Oktober          | Laura Pollán                         | kubanische Dissidentin und Menschenrechtsaktivistin                                                            | 63    | rp-online.de                                                                 |
| 14. Oktober          | Ndrek Prela                          | albanischer Schauspieler                                                                                       | 91    |                                                                              |
| 14. Oktober          | Ruedi Rüegg                          | Schweizer Grafiker und Gestalter                                                                               | 75    |                                                                              |
| 14. Oktober          | Franz Sackmann                       | deutscher Politiker                                                                                            | 90    | mittelbayerische.de                                                          |
| 14. Oktober          | Adalbert de Vogüé                    | französischer Benediktiner                                                                                     | 86    | orden-online.de                                                              |
| 15. Oktober          | Mario Agliati                        | Schweizer Schriftsteller und Publizist                                                                         | 89    |                                                                              |
| 15. Oktober          | Thérèse de Groot                     | slowenisch-niederländische Malerin und Bildhauerin                                                             | 81    |                                                                              |
| 15. Oktober          | Fatbardh Deliallisi                  | albanischer Fußballspieler                                                                                     | 79    |                                                                              |
| 15. Oktober          | Betty Driver                         | britische Schauspielerin                                                                                       | 91    | bbc.co.uk                                                                    |
| 15. Oktober          | Donald Beaumont Dunstan              | australischer General, Gouverneur von South Australia                                                          | 88    | adelaidenow.com.au                                                           |
| 15. Oktober          | Pierre Mamboundou                    | Gabuner Politiker                                                                                              | 64    | net-tribune.de                                                               |
| 15. Oktober          | Matthew G. Martínez                  | US-amerikanischer Politiker                                                                                    | 82    |                                                                              |
| 15. Oktober          | Tongai „Dhewa“ Moyo                  | simbabwischer Sänger                                                                                           | 43    | zimpapers.co.zw                                                              |
| 15. Oktober          | Ueli Prager                          | Schweizer Gastronomieunternehmer                                                                               | 95    | tagesanzeiger.ch                                                             |
| 15. Oktober          | Friedrich Renken                     | deutscher Politiker                                                                                            | 81    |                                                                              |
| 15. Oktober          | Jewsei Iossifowitsch Rotenberg       | sowjetischer bzw. russischer Kunsthistoriker und Autor                                                         | 91    |                                                                              |
| 15. Oktober          | Franko Strmotić                      | jugoslawisch-kroatischer Schauspieler                                                                          | 67 ?  | vecernji.hr                                                                  |
| 16. Oktober          | Hans-Peter von Ah                    | Schweizer Bildhauer und Maler                                                                                  | 70    |                                                                              |
| 16. Oktober          | Henry Bathurst, 8. Earl Bathurst     | britischer Politiker (Conservative Party) und Peer                                                             | 84    |                                                                              |
| 16. Oktober          | Ursula Cain                          | deutsche Tänzerin und Tanzpädagogin                                                                            | 84    |                                                                              |
| 16. Oktober          | Elouise P. Cobell                    | US-amerikanische Indianeraktivistin                                                                            | 65    |                                                                              |
| 16. Oktober          | Archibald Donald Davies              | US-amerikanischer anglikanischer Bischof                                                                       | 91    | virtueonline.org                                                             |
| 16. Oktober          | Hans Peter Hoch                      | Grafikdesigner, Typograf, Fotograf und Vertreter der konkreten Malerei                                         | 87    |                                                                              |
| 16. Oktober          | Helmut Reinberger                    | österreichischer Kabarettist                                                                                   | 80    | Meldung kleine Zeitung (Memento vom 24. Dezember 2011 im Internet Archive)   |
| 16. Oktober          | Caerwyn Roderick                     | britischer Politiker (Labour), Mitglied des House of Commons                                                   | 84    |                                                                              |
| 16. Oktober          | Pete Rugolo                          | US-amerikanischer Komponist und Arrangeur                                                                      | 95    | latimesblogs.latimes.com                                                     |
| 16. Oktober          | Dan Wheldon                          | britischer Automobilrennfahrer                                                                                 | 33    | news.bbc.co.uk                                                               |
| 16. Oktober          | Hans Wehrli-Frei                     | Schweizer Leichtathlet                                                                                         | 84    |                                                                              |
| 17. Oktober          | Barney Danson                        | kanadischer Politiker                                                                                          | 90    | cbc.ca                                                                       |
| 17. Oktober          | Manfred Gerlach                      | deutscher Politiker                                                                                            | 83    | tagesspiegel.de                                                              |
| 17. Oktober          | Poul Glargaard                       | dänischer Schauspieler                                                                                         | 69    | ekstrabladet.dk                                                              |
| 17. Oktober ?        | Osvaldo Guidi                        | argentinischer Schauspieler                                                                                    | 47    | elargentino.com                                                              |
| 17. Oktober          | Hans-Jürgen Häßler                   | deutscher Archäologe                                                                                           | 72    | trauer.sueddeutsche.de                                                       |
| 17. Oktober          | Dieter Kranz                         | deutscher Theaterkritiker                                                                                      | 77    | borkenerzeitung.de                                                           |
| 17. Oktober          | Carl Lindner, Jr.                    | US-amerikanischer Unternehmer                                                                                  | 92    | nytimes.com                                                                  |
| 17. Oktober          | Bernhard Mayer                       | deutscher Hochschullehrer für Neues Testament                                                                  | 72    |                                                                              |
| 17. Oktober          | Hartmut Mehringer                    | deutscher Historiker                                                                                           | 67    | merkur-online.de                                                             |
| 17. Oktober          | Juozas Palionis                      | litauischer Politiker                                                                                          | 60    |                                                                              |
| 17. Oktober          | Ulrich Ricken                        | deutscher Romanist, Sprachwissenschaftler und Hochschullehrer                                                  | 84    |                                                                              |
| 17. Oktober          | Fausto Tentorio                      | katholischer italienischer Priester, Missionar und Menschenrechtler                                            |       |                                                                              |
| 18. Oktober          | Werner W. Boehm                      | US-amerikanischer Sozialarbeitswissenschaftler deutscher Herkunft                                              | 98    |                                                                              |
| 18. Oktober          | Rimma Dmitrijewna Bondar             | sowjetisch-ukrainische Althistorikerin und Hochschullehrerin                                                   | 73    |                                                                              |
| 18. Oktober          | Bob Brunning                         | britischer Bassist                                                                                             | 68    | roybaintonwrites.com                                                         |
| 18. Oktober          | George Chaloupka                     | tschechisch-australischer Erforscher der Felsmalereien der Aborigines                                          | 79    | theaustralian.com.au                                                         |
| 18. Oktober          | Norman Corwin                        | US-amerikanischer Journalist und Autor                                                                         | 101   | latimes.com                                                                  |
| 18. Oktober          | Paul Everac                          | rumänischer Schriftsteller                                                                                     | 87    | mediafax.ro                                                                  |
| 18. Oktober          | Wilson Fadul                         | brasilianischer Politiker                                                                                      | 91    | noticias.terra.com.br                                                        |
| 18. Oktober          | Alfred Gawlik                        | deutscher Diplomatiker                                                                                         | 74    |                                                                              |
| 18. Oktober          | Rudy Herz                            | US-amerikanischer Überlebender des Holocaust                                                                   | 86    |                                                                              |
| 18. Oktober          | Jan Marian Kaczmarek                 | polnischer Ingenieur und Politiker                                                                             | 91    | nekrologi.wyborcza.pl                                                        |
| 18. Oktober          | Friedrich Kittler                    | deutscher Medientheoretiker                                                                                    | 68    | focus.de                                                                     |
| 18. Oktober          | Enrico Luzi                          | italienischer Schauspieler                                                                                     | 92    | antoniogenna.net                                                             |
| 18. Oktober          | Georg Schuster                       | deutscher Priester                                                                                             | 90    |                                                                              |
| 18. Oktober          | Friedrich Staib                      | deutscher medizinischer Mykologe, Mikrobiologe, Veterinär- und Humanmediziner                                  | 86    |                                                                              |
| 18. Oktober          | Michael Staikos                      | österreichisch-griechischer Metropolit                                                                         | 64    | salzburg.com                                                                 |
| 18. Oktober          | Jacques Thuillier                    | französischer Kunsthistoriker                                                                                  | 83    |                                                                              |
| 18. Oktober          | Ramas Tschchikwadse                  | georgischer Schauspieler                                                                                       | 83    | en.trend.az                                                                  |
| 18. Oktober          | Grete Wehmeyer                       | deutsche Pianistin, Lehrerin und Musikwissenschaftlerin                                                        | 87    |                                                                              |
| 18. Oktober          | Ursula Rhode-Jüchtern                | deutsche Kinderbuchautorin und Lehrerin                                                                        | 89    | kalliope-verbund.info                                                        |
| 18. Oktober          | Andrea Zanzotto                      | italienischer Dichter                                                                                          | 90    | boersenblatt.net                                                             |
| 19. Oktober          | Alexius Battyan                      | österreichischer General                                                                                       | 90    | meinekleine.kleinezeitung.at                                                 |
| 19. Oktober          | Édison Chará                         | kolumbianischer Fußballspieler                                                                                 | 31    |                                                                              |
| 19. Oktober          | Earl Gilliam                         | US-amerikanischer Bluespianist                                                                                 | 81    | chron.com                                                                    |
| 19. Oktober          | Mickey Goldsen                       | US-amerikanischer Musikverleger                                                                                | 99    | variety.com                                                                  |
| 19. Oktober          | Jean Jülich                          | deutscher Widerstandskämpfer                                                                                   | 82    | express.de                                                                   |
| 19. Oktober          | Oumarou Kanazoé                      | burkinischer Baugroßunternehmer                                                                                | 83    |                                                                              |
| 19. Oktober          | Günter Maurischat                    | deutscher Organist, Kantor, Pädagoge und Komponist                                                             | 81    |                                                                              |
| 19. Oktober          | Bohdan Osadczuk                      | ukrainischer Journalist und Autor                                                                              | 91    | wiadomosci.gazeta.pl                                                         |
| 19. Oktober          | Tadeusz Sawicz                       | polnischer General und Militärpilot                                                                            | 97    | vancouversun.com                                                             |
| 19. Oktober          | Karl Schmitzer                       | österreichischer Politiker (ÖVP), Abgeordneter zum Nationalrat                                                 | 85    |                                                                              |
| 19. Oktober          | Lars Sjösten                         | schwedischer Jazzpianist und Komponist                                                                         | 70    | dn.se                                                                        |
| 19. Oktober          | Anselm Stehle                        | deutscher Kaufmann und Senator (Bayern)                                                                        | 86    |                                                                              |
| 19. Oktober          | Jon Weaving                          | australischer Opernsänger                                                                                      | 80    | telegraph.co.uk                                                              |
| 20. Oktober          | Akira Takahashi                      | japanischer Schauspieler                                                                                       | 77    |                                                                              |
| 20. Oktober          | Ron Amess                            | australischer Eishockeyspieler                                                                                 | 74    |                                                                              |
| 20. Oktober          | Giovanni Battistelli                 | italienischer Ordensgeistlicher und Kustos des Heiligen Landes                                                 | 77    |                                                                              |
| 20. Oktober          | Jerzy Bielecki                       | polnischer KZ-Überlebender                                                                                     | 90    | [ 4 ]                                                                        |
| 20. Oktober          | Hikmet Bila                          | türkischer Journalist und Autor                                                                                | 57    | hurriyetdailynews.com                                                        |
| 20. Oktober          | John Bosco Manat Chuabsamai          | thailändischer Bischof                                                                                         | 75    | catholic-hierarchy.org                                                       |
| 20. Oktober          | Claude Delarue                       | Schweizer Schriftsteller                                                                                       | 67    | bernerzeitung.ch                                                             |
| 20. Oktober          | Reinhard Demuth                      | deutscher Chemiker                                                                                             | 64    | ipn.uni-kiel.de                                                              |
| 20. Oktober          | Billy Diamond                        | amerikanischer Rhythm-and-Blues-Bassist                                                                        | 95    | offbeat.com                                                                  |
| 20. Oktober          | Günter Duffrer                       | deutscher Theologe, Dompräbendat und Professor für Pastoralliturgie                                            | 89    | prport.net                                                                   |
| 20. Oktober          | Sibylle Engel                        | deutsche Politikerin                                                                                           | 91    | hessischer-landtag.de                                                        |
| 20. Oktober          | Barry Feinstein                      | US-amerikanischer Fotograf                                                                                     | 80    | unterhaltung.t-online.de                                                     |
| 20. Oktober          | Muammar al-Gaddafi                   | libysches Staatsoberhaupt                                                                                      | 69    | focus.de                                                                     |
| 20. Oktober          | Mutasim-Billah Gaddafi               | libyscher Offizier, Sohn von Muammar al-Gaddafi                                                                | 34?   | zeit.de                                                                      |
| 20. Oktober          | Roland Geggus                        | deutscher Basketballfunktionär                                                                                 | 62    | beko-bbl.de                                                                  |
| 20. Oktober          | Dennis Hall                          | US-amerikanischer Kameramann                                                                                   | 54    | hollywoodreporter.com                                                        |
| 20. Oktober          | Günter Henrich                       | deutscher Karikaturist und Cartoonist                                                                          | 74    | op-online.de                                                                 |
| 20. Oktober ?        | Abu Bakr Yunis Jaber                 | libyscher Politiker                                                                                            | 59?   | english.aljazeera.net                                                        |
| 20. Oktober          | Sue Lloyd                            | britische Schauspielerin                                                                                       | 72    | atvtoday.co.uk                                                               |
| 20. Oktober          | Gene Luotto                          | italienisch-US-amerikanischer Drehbuchautor und Synchronregisseur                                              |       |                                                                              |
| 20. Oktober          | Anders Österlin                      | schwedischer Maler und Mitglied der Künstlervereinigung CoBrA                                                  |       |                                                                              |
| 20. Oktober          | Antoine Pazur                        | französischer Fußballspieler                                                                                   | 80    |                                                                              |
| 20. Oktober          | Iztok Puc                            | jugoslawisch-kroatischer Handballspieler                                                                       | 45    | b92.net                                                                      |
| 20. Oktober          | Hugo Rickert                         | deutscher Radrennfahrer und Rahmenbauer                                                                        | 83    | rad-net.de                                                                   |
| 20. Oktober          | Wilfried Rott                        | deutscher Journalist                                                                                           | 68    |                                                                              |
| 20. Oktober          | Morris Tabaksblat                    | niederländischer Manager                                                                                       | 74    | m.nrc.nl                                                                     |
| 20. Oktober          | Roger Tallon                         | französischer Designer                                                                                         | 82    | stern.de                                                                     |
| 20. Oktober          | Peter Taylor                         | britischer Botaniker                                                                                           | 85    |                                                                              |
| 20. Oktober          | Peter Uebersax                       | Schweizer Journalist                                                                                           | 86    | blick.ch                                                                     |
| 20. oder 21. Oktober | Koos Verbeek                         | niederländischer Fußballspieler                                                                                | 82    | sparta-rotterdam.nl                                                          |
| 21. Oktober          | Jorge Borrego Amat                   | kubanischer Musiker und Unternehmer                                                                            | 80    | elnuevoherald.com                                                            |
| 21. Oktober          | Edge Edgerton                        | US-amerikanischer Schauspieler                                                                                 | 75    | examiner.com                                                                 |
| 21. Oktober          | Antonio Cassese                      | italienischer Völkerrechtler                                                                                   | 74    | stl-tsl.org                                                                  |
| 21. Oktober          | George Daniels                       | britischer Uhrmacher                                                                                           | 85    | hodinkee.com                                                                 |
| 21. Oktober          | Yann Fouéré                          | französischer Nationalist                                                                                      | 101   | agencebretagnepresse.com                                                     |
| 21. Oktober          | Bertram Nelson Herlong               | US-amerikanischer Bischof                                                                                      | 77    | legacy.com                                                                   |
| 21. Oktober          | Karl Hisserich                       | deutscher Politiker (SPD), MdL                                                                                 | 84    |                                                                              |
| 21. Oktober          | Robert Hunter                        | australischer Rapper                                                                                           | 36    | theboombox.com                                                               |
| 21. Oktober          | Ettore Milano                        | italienischer Radrennfahrer                                                                                    | 86    |                                                                              |
| 21. Oktober          | Šarūnas Vasiliauskas                 | litauischer Manager und Politiker                                                                              |       | lrytas.lt                                                                    |
| 21. Oktober          | Drikus Veer                          | niederländischer Motorradrennfahrer                                                                            | 93    | knmv.nl                                                                      |
| 21. Oktober          | Joachim Widlak                       | deutscher Dirigent                                                                                             | 81    |                                                                              |
| 21. Oktober          | Wang Yue                             | chinesisches Unfallopfer                                                                                       | 2     | zeit.de                                                                      |
| 22. Oktober          | Antonio Chenel Albadalejo            | spanischer Stierkämpfer                                                                                        | 79    | laopiniondezamora.es                                                         |
| 22. Oktober          | Jan Boye                             | dänischer Kommunalpolitiker und Handballschiedsrichter                                                         | 49    | nordschleswiger.dk (Memento vom 13. Februar 2013 im Webarchiv archive.today) |
| 22. Oktober          | Julius Brumsack                      | deutscher Kaufmann in Beverstedt und Überlebender des Holocaust                                                | 96    |                                                                              |
| 22. Oktober          | Kristoffer Domeij                    | US-amerikanischer Soldat im Afghanistankrieg                                                                   | 29    | washingtonpost.com                                                           |
| 22. Oktober          | Jean Dubuisson                       | französischer Architekt                                                                                        | 97    |                                                                              |
| 22. Oktober          | Manfred Hermann                      | römisch-katholischer Pfarrer und Kunsthistoriker                                                               | 74    |                                                                              |
| 22. Oktober          | Uwe-Jens Heuer                       | deutscher Politiker                                                                                            | 84    | jungewelt.de                                                                 |
| 22. Oktober          | Friedrich Jarchow                    | deutscher Maschinenbauingenieur                                                                                | 85    |                                                                              |
| 22. Oktober          | Barbara König                        | deutsche Schriftstellerin                                                                                      | 86    | main-netz.de                                                                 |
| 22. Oktober          | Gene Kurtz                           | US-amerikanischer Musiker und Songwriter                                                                       | 68    | legacy.com                                                                   |
| 22. Oktober          | Cathal O’Shannon                     | irischer Journalist und Fernsehmoderator                                                                       | 83    | irishtimes.com                                                               |
| 22. Oktober          | Ernst Pappermann                     | deutscher Jurist                                                                                               | 68    |                                                                              |
| 22. Oktober          | Vita Petersen                        | US-amerikanische Malerin und Zeichnerin                                                                        | 96    |                                                                              |
| 22. Oktober          | Edmundo Ros                          | trinidader Musiker                                                                                             | 100   | mirror.co.uk                                                                 |
| 22. Oktober          | Herb Shreve                          | US-amerikanischer Geistlicher und Rocker                                                                       | 78    | findagrave.com                                                               |
| 22. Oktober          | Gerhard Steiff                       | deutscher Kirchenmusiker, Chorleiter, Dirigent und Komponist                                                   | 74    |                                                                              |
| 22. Oktober          | Sultan ibn Abd al-Aziz               | saudi-arabischer Kronprinz                                                                                     | 83    | english.aljazeera.net                                                        |
| 22. Oktober          | Ed Thompson                          | US-amerikanischer Politiker                                                                                    | 66    | host.madison.com                                                             |
| 22. Oktober          | Hans Versteegt                       | niederländischer Orgelbauer                                                                                    | 83    | frieschdagblad.nl                                                            |
| 22. Oktober          | Bruno Welleschik                     | österreichischer HNO-Arzt                                                                                      | 67    |                                                                              |
| 23. Oktober          | Jean Amadou                          | französischer Sänger                                                                                           | 82    | rtl.fr                                                                       |
| 23. Oktober          | Nusrat Bhutto                        | pakistanische First Lady                                                                                       | 82    | tribune.com.pk                                                               |
| 23. Oktober          | Donald Campbell, 6. Baron Stratheden | britischer Politiker                                                                                           | 77    |                                                                              |
| 23. Oktober          | Roderick K. Clayton                  | US-amerikanischer Biophysiker                                                                                  | 89    |                                                                              |
| 23. Oktober          | Joseph Dao                           | malischer Bischof                                                                                              | 75    | catholic-hierarchy.org                                                       |
| 23. Oktober          | Oscar Stanley Dawson                 | indischer Admiral                                                                                              | 87    | timesofindia.indiatimes.com                                                  |
| 23. Oktober          | Rudolf Elvers                        | deutscher Musikwissenschaftler                                                                                 | 87    |                                                                              |
| 23. Oktober          | Herbert A. Hauptman                  | US-amerikanischer Physiker und Nobelpreisträger                                                                | 94    | bizjournals.com                                                              |
| 23. Oktober          | Hans-Heinrich Holland                | deutscher Politiker, Historiker und Autor                                                                      | 63    | hertener-allgemeine.de                                                       |
| 23. Oktober          | Katrina Honeyman                     | britische Historikerin                                                                                         | 61    | telegraph.co.uk                                                              |
| 23. Oktober          | Johann Peter Josten                  | deutscher Politiker                                                                                            | 96    | cdu-fraktion-rlp.de                                                          |
| 23. Oktober          | William Franklin Lee III             | US-amerikanischer Musiker und Hochschullehrer                                                                  | 82    | miamiherald.com                                                              |
| 23. Oktober          | Bronislovas Lubys                    | litauischer Politiker, Industrieller und Chemieingenieur                                                       | 73    | lrytas.lt                                                                    |
| 23. Oktober          | John McCarthy                        | US-amerikanischer Informatiker                                                                                 | 84    | spiegel.de                                                                   |
| 23. Oktober          | Jürgen Müller                        | österreichischer Fußballspieler                                                                                | 44    | nachrichten.at                                                               |
| 23. Oktober          | Henk Pleket                          | niederländischer Sänger und Musiker                                                                            | 74    | rtl.nl                                                                       |
| 23. Oktober          | Amnon Salomon                        | israelischer Kameramann                                                                                        | 70    | ynet.co.il                                                                   |
| 23. Oktober          | Josef Semmler                        | deutscher Historiker                                                                                           | 83    |                                                                              |
| 23. Oktober          | Marco Simoncelli                     | italienischer Motorradrennfahrer                                                                               | 24    | tuttosport.com                                                               |
| 23. Oktober          | Karl-Heinz Spilker                   | deutscher Politiker                                                                                            | 90    | pnp.de                                                                       |
| 23. Oktober          | Bogdan Zakrzewski                    | polnischer Literaturwissenschaftler                                                                            | 95    | wiadomosci24.pl                                                              |
| 24. Oktober          | Margit Brandt                        | dänische Modedesignerin                                                                                        | 66    | bt.dk                                                                        |
| 24. Oktober          | Liviu Ciulei                         | rumänischer Schauspieler und Regisseur                                                                         | 88    | mediafax.ro                                                                  |
| 24. Oktober          | Wolfgang Draf                        | deutscher Mediziner                                                                                            | 70    | osthessen-news.de                                                            |
| 24. Oktober          | Kōji Fujika                          | japanischer Jazzmusiker                                                                                        | 78    |                                                                              |
| 24. Oktober          | Kjell Johansson                      | schwedischer Tischtennisspieler                                                                                | 65    | therepublic.com                                                              |
| 24. Oktober          | Morio Kita                           | japanischer Schriftsteller                                                                                     | 84    | houseofjapan.com                                                             |
| 24. Oktober          | Héctor López                         | mexikanischer Boxer                                                                                            | 44    |                                                                              |
| 24. Oktober          | Alan Morgan                          | britischer Bischof                                                                                             | 71    | announcements.thetimes.co.uk                                                 |
| 24. Oktober          | Crescênzio Rinaldini                 | italienischer Bischof                                                                                          | 85    | oecumene.radiovaticana.org                                                   |
| 24. Oktober          | Walter Than                          | deutscher Tischtennisspieler                                                                                   | 89    | bttv.de                                                                      |
| 24. Oktober          | Bruno Weber                          | Schweizer Künstler und Architekt                                                                               | 80    |                                                                              |
| 25. Oktober          | Leonidas Andrianopoulos              | griechischer Fußballspieler                                                                                    | 100   | greece.greekreporter.com                                                     |
| 25. Oktober          | Perkins Bass                         | US-amerikanischer Politiker                                                                                    | 99    | bostonherald.com                                                             |
| 25. Oktober          | Shirley Becke                        | britische Polizeibeamtin                                                                                       | 94    |                                                                              |
| 25. Oktober          | Arved Deringer                       | deutscher Politiker                                                                                            | 98    | swp.de                                                                       |
| 25. Oktober          | Tommy Doss                           | US-amerikanischer Country-Musiker                                                                              | 91    | westernboothill.blogspot.com                                                 |
| 25. Oktober          | Wyatt Knight                         | US-amerikanischer Schauspieler                                                                                 | 56    | de.eonline.com                                                               |
| 25. Oktober          | Manuel López Ochoa                   | mexikanischer Schauspieler und Sänger                                                                          | 78    | filmeweb.net                                                                 |
| 25. Oktober          | Rosalía Polizzi                      | italienisch-argentinische Dokumentarfilmerin                                                                   |       |                                                                              |
| 25. Oktober          | Juan Ramos Camarero                  | spanischer kommunistischer Politiker                                                                           |       |                                                                              |
| 25. Oktober          | Herbert Voitl                        | deutscher Anglist und Sprachwissenschaftler                                                                    | 86    |                                                                              |
| 25. Oktober          | Thea Winandy                         | deutsche Journalistin                                                                                          | 95    |                                                                              |
| 25. Oktober          | Howard Wolpe                         | US-amerikanischer Politiker                                                                                    | 71    | therepublic.com                                                              |
| 25. Oktober          | Norrie Woodhall                      | britische Schauspielerin                                                                                       | 105   | bbc.co.uk                                                                    |
| 26. Oktober          | Max Dünki                            | Schweizer Politiker                                                                                            | 79    | tagesanzeiger.ch                                                             |
| 26. Oktober          | Wilhelm Hautmann                     | deutscher Bundesarbeitsrichter                                                                                 | 93    | merkurtz.trauer.de                                                           |
| 26. Oktober          | Jaropolk Lapschin                    | ukrainischer Regisseur                                                                                         | 91    | bbc.co.uk                                                                    |
| 26. Oktober          | Erich Loewy                          | österreichisch-US-amerikanischer Kardiologe und Bioethiker                                                     | 83    | ucdmc.ucdavis.edu                                                            |
| 26. Oktober          | Janko Messner                        | österreichischer Schriftsteller                                                                                | 89    | [ 5 ]                                                                        |
| 26. Oktober          | Norbert Nischkauer                   | österreichischer Energie-Experte, Gewerkschafter und Operettenforscher                                         | 69    |                                                                              |
| 26. Oktober          | William A. Niskanen                  | US-amerikanischer Ökonom                                                                                       | 78    | cato.org                                                                     |
| 26. Oktober          | Jona Senilagakali                    | fidschianischer Politiker                                                                                      | 81    | rnzi.com                                                                     |
| 26. Oktober          | Francisco Villar García-Moreno       | spanischer Politiker                                                                                           | 63    | publico.es                                                                   |
| 27. Oktober          | Alois Alberer                        | österreichischer Politiker (SPÖ), Abgeordneter zum Nationalrat, Landtagsabgeordneter, Mitglied des Bundesrates | 89    |                                                                              |
| 27. Oktober          | Tom Brown                            | US-amerikanischer Tennisspieler                                                                                | 89    |                                                                              |
| 27. Oktober          | Tom Donovan                          | US-amerikanischer Filmregisseur und Fernsehproduzent                                                           | 89    | variety.com                                                                  |
| 27. Oktober          | Michel Giraud                        | französischer Politiker                                                                                        | 82    | francesoir.fr                                                                |
| 27. Oktober          | Sergei Goworuchin                    | russischer Regisseur                                                                                           | 50    | interfax.ru                                                                  |
| 27. Oktober          | T. Max Graham                        | US-amerikanischer Schauspieler                                                                                 | 70    | legacy.com                                                                   |
| 27. Oktober          | James Hillman                        | US-amerikanischer Psychologe                                                                                   | 85    | nytimes.com                                                                  |
| 27. Oktober          | Maximilian Joos                      | deutscher Jurist                                                                                               | 97    | baden-wuerttemberg.de                                                        |
| 27. Oktober          | Eduard Kojnok                        | slowakischer Bischof                                                                                           | 78    | tvnoviny.sk                                                                  |
| 27. Oktober          | Joachim Kramp                        | deutscher Filmkaufmann, Autor und Filmpublizist                                                                | 54    |                                                                              |
| 27. Oktober          | Ewald Lechner                        | deutscher Politiker                                                                                            | 85    | trauer.pnp.de                                                                |
| 27. Oktober          | Allen Mandelbaum                     | US-amerikanischer Hochschullehrer                                                                              | 85    | nytimes.com                                                                  |
| 27. Oktober          | Bernd Mehlitz                        | deutscher Kulturbeamter                                                                                        | 71    | morgenpost.de                                                                |
| 27. Oktober          | Jan Mulder                           | niederländischer Sprachwissenschaftler                                                                         | 92    | cairn.info                                                                   |
| 27. Oktober          | Rüdiger von Pachelbel                | deutscher Diplomat                                                                                             | 85    |                                                                              |
| 27. Oktober          | Robert J. Silbey                     | US-amerikanischer Chemiker                                                                                     | 71    |                                                                              |
| 27. Oktober          | Giancarlo Vitali                     | italienischer Fußballspieler und -trainer                                                                      | 85    | gazzettadiparma.it                                                           |
| 27. Oktober          | Dorothea Volk                        | deutsche Schauspielerin                                                                                        |       |                                                                              |
| 27. Oktober          | Karl Weise                           | deutscher Politiker                                                                                            | 85    | lvz-trauer.de                                                                |
| 27. Oktober          | David Wicks                          | US-amerikanischer Schauspieler und Stuntman                                                                    | 31    | de.eonline.com                                                               |
| 27. Oktober          | Georg Wieczisk                       | deutscher Sportfunktionär                                                                                      | 89    | european-athletics.org                                                       |
| 28. Oktober          | Gustavo Beyhaut                      | uruguayischer Historiker südamerikanischer Geschichte                                                          | 87    |                                                                              |
| 28. Oktober          | Werner A. Bingel                     | deutscher Chemiker                                                                                             | 89    |                                                                              |
| 28. Oktober          | Beryl Davis                          | US-amerikanische Sängerin                                                                                      | 87    | latimes.com                                                                  |
| 28. Oktober          | Willy De Clercq                      | belgischer Politiker                                                                                           | 84    | brf.be                                                                       |
| 28. Oktober          | Robert Sheldon Duecker               | US-amerikanischer Bischof                                                                                      | 85    | umc.org                                                                      |
| 28. Oktober          | Uwe Fröschke                         | deutscher Handballspieler                                                                                      | 50    | waz-trauer.de                                                                |
| 28. Oktober          | Jiří Gruša                           | tschechischer Autor, Dissident und Diplomat                                                                    | 72    | derstandard.at                                                               |
| 28. Oktober          | Finn Heilmann                        | grönländischer Gewerkschafter                                                                                  | 46    |                                                                              |
| 28. Oktober          | Leonhard Helmschrott                 | deutscher Journalist und Politiker                                                                             | 90    | dkpbrandenburg.de                                                            |
| 28. Oktober          | Baba Jobe                            | gambischer Politiker                                                                                           | 52    |                                                                              |
| 28. Oktober          | Radomir Konstantinović               | jugoslawisch-serbischer Autor                                                                                  | 83    | novosti.rs                                                                   |
| 28. Oktober          | Walter Norris                        | US-amerikanischer Jazzpianist                                                                                  | 79    | blogs.ottawacitizen.com                                                      |
| 28. Oktober          | Ram Revilla                          | philippinischer Schauspieler                                                                                   | 22    | newsinfo.inquirer.net                                                        |
| 28. Oktober          | Franz Ringel                         | österreichischer Maler                                                                                         | 71    | [ 6 ]                                                                        |
| 28. Oktober          | Roberto Rubio                        | uruguayischer Politiker                                                                                        | 94    |                                                                              |
| 28. Oktober          | Arnold Ruiner                        | österreichischer Radrennfahrer                                                                                 | 74    |                                                                              |
| 28. Oktober          | Pantelis Sabaliotis                  | griechischer Künstler, Maler, Bildhauer und Kurator                                                            | 56    |                                                                              |
| 28. Oktober          | Jelisaweta Schachatuni               | sowjetisch-ukrainische Luftfahrtingenieurin und Hochschullehrerin                                              | 99    |                                                                              |
| 28. Oktober          | Gerhard Sterr                        | deutscher Musiker                                                                                              | 78    | friedhof-welt.de                                                             |
| 28. Oktober          | Wilmer W. Tanner                     | US-amerikanischer Zoologe                                                                                      | 101   | legacy.com                                                                   |
| 29. Oktober          | Axel Axgil                           | dänischer LGBT-Aktivist                                                                                        | 96    | jv.dk                                                                        |
| 29. Oktober          | Antonio Battaglia                    | mexikanisch-argentinischer Fußballspieler                                                                      |       |                                                                              |
| 29. Oktober          | Heinrich Burk                        | deutscher Schriftsteller                                                                                       | 97    |                                                                              |
| 29. Oktober          | Daryl „Flea“ Campbell                | US-amerikanischer Jazz-Trompeter                                                                               | 87    |                                                                              |
| 29. Oktober          | Dolores Dwyer                        | US-amerikanische Sprinterin                                                                                    | 76    |                                                                              |
| 29. Oktober          | Bill Hale                            | US-amerikanischer Schauspieler                                                                                 | 90    | westernboothill.blogspot.com                                                 |
| 29. Oktober          | Yngve Holmberg                       | schwedischer Politiker                                                                                         | 86    | familjesidan.se                                                              |
| 29. Oktober          | Hans Jorissen                        | deutscher Theologe                                                                                             | 86    | rhenofrankonia.de                                                            |
| 29. Oktober          | Robert Lamoureux                     | französischer Schauspieler, Komiker, Sänger und Regisseur                                                      | 91    | derstandard.at                                                               |
| 29. Oktober          | Philippe Matile                      | Schweizer Biologe                                                                                              | 79    | leopoldina.org                                                               |
| 29. Oktober          | Sachat Muradow                       | turkmenischer Politiker                                                                                        | 79    | regnum.ru                                                                    |
| 29. Oktober          | Elfriede von Nitzsch                 | deutsche Leichtathletin                                                                                        | 91    |                                                                              |
| 29. Oktober          | Aimé Pouly                           | Schweizer Unternehmer                                                                                          | 62    | tagesanzeiger.ch                                                             |
| 29. Oktober          | Jimmy Savile                         | britischer Fernsehmoderator und DJ                                                                             | 84    | bbc.co.uk                                                                    |
| 29. Oktober          | Manfred Seebode                      | deutscher Jurist                                                                                               | 73    | lvz-trauer.de                                                                |
| 29. Oktober          | Sergei Semanow                       | sowjetisch-russischer Publizist                                                                                | 77    | rus-obr.ru                                                                   |
| 29. Oktober          | Ian Spink                            | britischer Musikwissenschaftler                                                                                | 79    | telegraph.co.uk                                                              |
| 29. Oktober          | Heinz Striek                         | deutscher Politiker und Fußballfunktionär                                                                      | 93    |                                                                              |
| 29. Oktober          | K. Suppu                             | indischer Politiker                                                                                            | 70    | thehindu.com                                                                 |
| 29. Oktober          | Walter Vidarte                       | uruguayischer Schauspieler                                                                                     | 80    | elmundo.es                                                                   |
| 30. Oktober          | Serge Aubry                          | kanadischer Eishockeyspieler                                                                                   | 69    | rds.ca                                                                       |
| 30. Oktober          | Hans Wolfgang Brachinger             | deutsch-schweizerischer Mathematiker und Stochastiker                                                          | 60    | trauer.sueddeutsche.de                                                       |
| 30. Oktober          | Vigleik Eide                         | norwegischer General                                                                                           | 77    | FAZ                                                                          |
| 30. Oktober          | Albrecht Feibel                      | deutscher Politiker                                                                                            | 71    | wochenspiegelonline.de                                                       |
| 30. Oktober          | Karl Hillermeier                     | deutscher Politiker                                                                                            | 88    | kanal8.de                                                                    |
| 30. Oktober          | Karl Kast                            | deutscher Politiker                                                                                            | 92    |                                                                              |
| 30. Oktober          | Jonas Kubilius                       | litauischer Mathematiker                                                                                       | 90    | ru.delfi.lt                                                                  |
| 30. Oktober          | Phyllis Love                         | US-amerikanische Schauspielerin                                                                                | 85    | latimes.com                                                                  |
| 30. Oktober          | Wiktor Petrowitsch Malinowski        | russischer Künstler                                                                                            | 82    |                                                                              |
| 30. Oktober          | Amédée Pierre                        | ivorischer Sänger                                                                                              | 74    | infodabidjan.net                                                             |
| 30. Oktober          | Rudi Richter                         | deutscher Politiker (CSU), MdL                                                                                 | 84    |                                                                              |
| 30. Oktober          | Gerd Roellecke                       | deutscher Rechtswissenschaftler                                                                                | 84    | idw-online.de                                                                |
| 30. Oktober          | David Utz                            | US-amerikanischer Urologe                                                                                      | 87    | nytimes.com                                                                  |
| 30. Oktober          | Richard Walls                        | neuseeländischer Politiker                                                                                     | 74    | odt.co.nz                                                                    |
| 30. Oktober          | Jiří Winter                          | tschechischer Karikaturist                                                                                     | 87    | ceskenoviny.cz                                                               |
| 30. Oktober          | Abbas-Ali Amid Zandschani            | iranischer Geistlicher und Politiker                                                                           | 74    | abna.ir                                                                      |
| 31. Oktober          | Flórián Albert                       | ungarischer Fußballspieler                                                                                     | 70    | [ 7 ]                                                                        |
| 31. Oktober          | Alberto Anchart                      | argentinischer Schauspieler                                                                                    | 80    | elargentino.com                                                              |
| 31. Oktober          | Liz Anderson                         | US-amerikanische Country-Sängerin                                                                              | 84    |                                                                              |
| 31. Oktober          | Gilbert Cates                        | US-amerikanischer Filmproduzent und Regisseur                                                                  | 77    | today.msnbc.msn.com                                                          |
| 31. Oktober          | James Forrester                      | US-amerikanischer Senator, Arzt und Brigadegeneral                                                             | 74    | abclocal.go.com                                                              |
| 31. Oktober          | Hartmut Häußermann                   | deutscher Soziologe und Stadtforscher                                                                          | 68    | tagesspiegel.de                                                              |
| 31. Oktober          | Alfred Hilbe                         | Liechtensteiner Politiker                                                                                      | 83    | volksblatt.li                                                                |
| 31. Oktober          | Theodor Hoffmann                     | deutscher Fußballspieler                                                                                       | 71    | familienanzeigen.genealogy.net                                               |
| 31. Oktober          | Roberto Lippi                        | italienischer Formel-1-Rennfahrer                                                                              | 85    | oldracingcars.com                                                            |
| 31. Oktober          | Hein Mader                           | österreichisch-niederländischer Bildhauer                                                                      | 86    | frieschdagblad.nl                                                            |
| 31. Oktober          | Manfred Mayrhofer                    | österreichischer Indogermanist                                                                                 | 85    | linguistik.univie.ac.at                                                      |
| 31. Oktober          | Bořivoj Navrátil                     | tschechischer Schauspieler                                                                                     | 78    | csfd.cz                                                                      |
| 31. Oktober          | Ali Saibou                           | nigrischer Politiker                                                                                           | 71    | africareview.com                                                             |
| 31. Oktober          | Robert A. Scalapino                  | US-amerikanischer Politik- und Ostasienwissenschaftler                                                         | 92    |                                                                              |
| 31. Oktober          | Heinz Zellermayer                    | deutscher Hotelier und Funktionär                                                                              | 96    | openpr.de                                                                    |
| Oktober              | Mario Bigoni                         | italienischer Fußballspieler                                                                                   | 27    | fr-online.de                                                                 |